# 北加乌沙
北加乌沙是巴西马托格罗索州的一个市镇。总面积16898.569平方公里，总人口5780人，人口密度0.3人/平方公里。